# Viale Vasilissis Sofias
Viale Vasilissis Sofias  (in greco Λεωφόρος Βασιλίσσης Σοφίας) è uno dei principali viali nella zona orientale di Atene.

## Descrizione
Il viale inizia all'incrocio del viale Amalia con via Panepistimiou e termina presso i viali Alexandras, Kifissias e Mesogeion per una lunghezza totale di circa 3 km. Un tratto del viale fa parte della vecchia Strada Nazionale n. 1 e un ramo della Strada Nazionale n. 54.

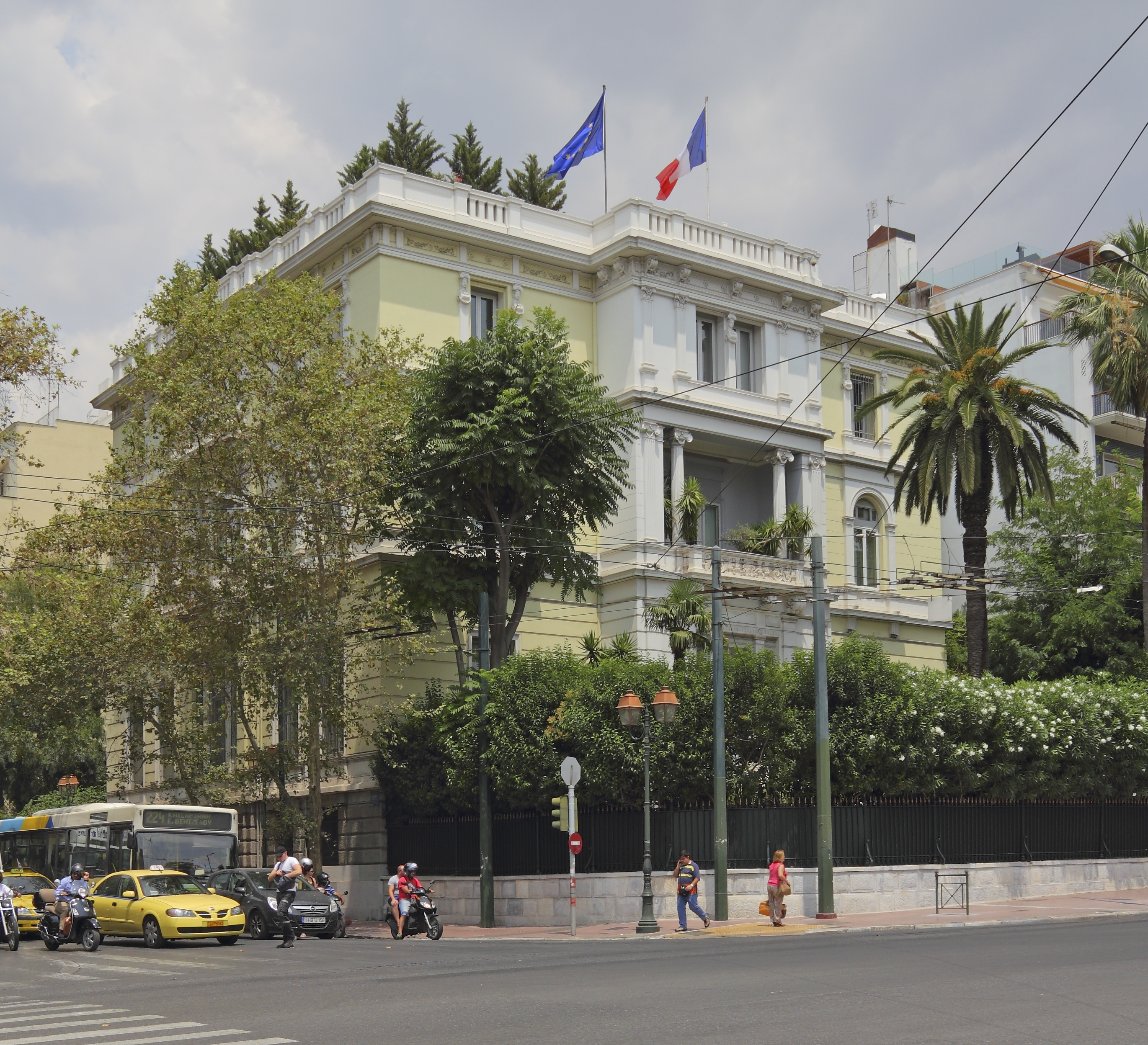
L'ambasciata francese ad Atene

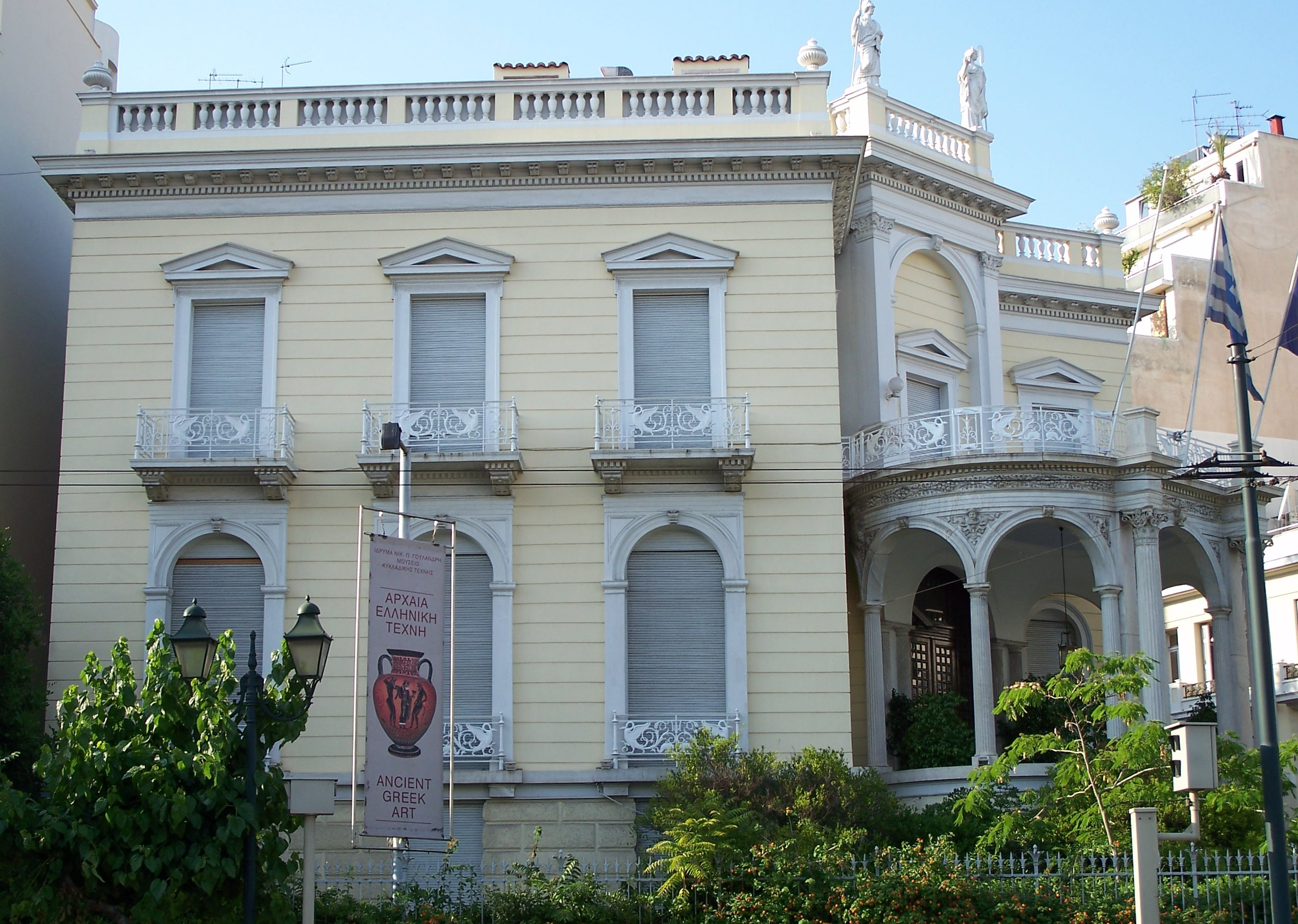
Il Museo di Arte Cicladica

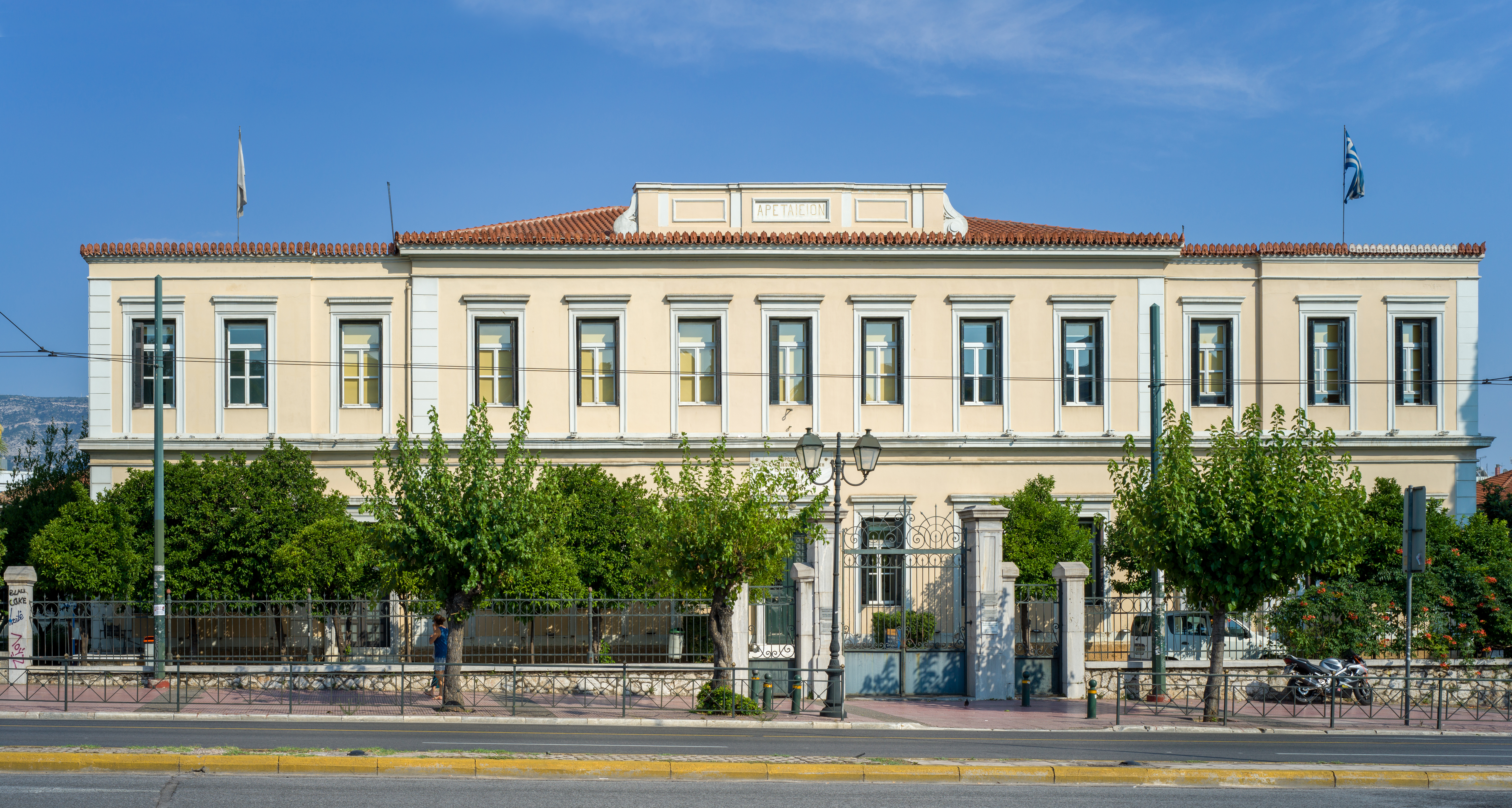
L'ospedale Aretaieion

Molti edifici storici e monumenti si trovano sul viale, come il Vecchio Palazzo reale (oggi sede del Parlamento) e il Giardino nazionale di Atene, sede di molte istituzione greche e straniere (oggi musei e ambasciate) quali ad esempio la residenza del Primo ministro greco Eleutherios Venizelos, oggi parte dell'ambasciata britannica, la casa della duchessa di Plaisance, Sofia di Marbois-Lebrun, oggi sede del Museo bizantino e cristiano, la sede del magnate Othon Stathatos, oggi parte del Museo di Arte Cicladica. Il viale Vasilissis Sofias è una delle strade più prestigiose e chic della capitale greca. Dato l'elevato prezzo del terreno adiacente a questo viale, gran parte degli edifici che si affacciano sul viale furono eretti negli anni 1950 e 1960, ma ve ne sono anche altri costruiti all'inizio del XX secolo. Oltre alle residenze, su questo storico viale vi sono studi medici, banche, musei ambasciate e hotel di lusso. 
Il tratto verso ovest gira nel viale Amalia e nella via Panepistimiou. Non vi è flusso di traffico dal tratto orientale di via Panepistimiou poiché esso è a senso unico e dagli anni 2000 il transito del traffico è stato escluso.
Tre stazioni della linea n. 3 della Metropolitana di Atene si trovano in o vicino al viale Vassilissis Sofias: Syntagma, Evangelismos e Megaro Moussikis (la stazione di Evangelismos esce sul viale).

## Storia
In origine faceva parte del viale Kifisias. Il tratto tra piazza Syntagma e l'incrocio con il viale Alexandras fu rinominato in onore della regina Sofia, consorte del re Costantino I. 
Il viale fu pavimentato nel XX secolo e presero forma anche edifici neoclassici. Dopo la seconda guerra mondiale e la guerra civile greca si aggiunsero moderni edifici di otto/dieci piani in gran parte degli incroci (in particolare verso nord) con installazioni di semafori. Oggi il viale Vassilissis Sofias ha sul suo lato ovest, quattro vie dirette a ovest e due ad est, mentre oltre, la parte rimanente del viale prende tre vie, compresa una via con ilo bus e l'intersezione del viale Vasileos Konstantinou con via Vasileos Alexandrou.

## Incroci
- Viale Amalias e via Panepistimiou
- Via Akadimias, nord
- Via Solonos, nord
- Koubari e via Herodou Attikou
- Ploutarchou e via Rizari
- Via Marasli
- Viale Vasileos Konstantinou e Via Vasileos Alexandrou
- Via Papadiamantopoulou
- Via D. Soutsou
- Viale Mesogeion
- Alexandras e Viale Kifissias

## Principali edifici sul viale Vassilissis Sofias

### Cultura
- Museo Benaki
- Giardino nazionale di Atene
- Palazzo Stathatos, parte del Museo di Arte Cicladica
- Museo della guerra
- Pinacoteca nazionale di Atene
- Sala da concerto di Atene
- Museo bizantino e cristiano di Atene

### Formazione
- Accademia di belle arti di Atene

### Istituzioni
- Parlamento ellenico
- Uffici dell'Unione Europea in Atene
- Istituto nazionale di ricerca
- Ambasciata di Argentina ad Atene
- Ambasciata d'Italia ad Atene
- Ambasciata di Francia ad Atene
- Ambasciata di Serbia ad Atene

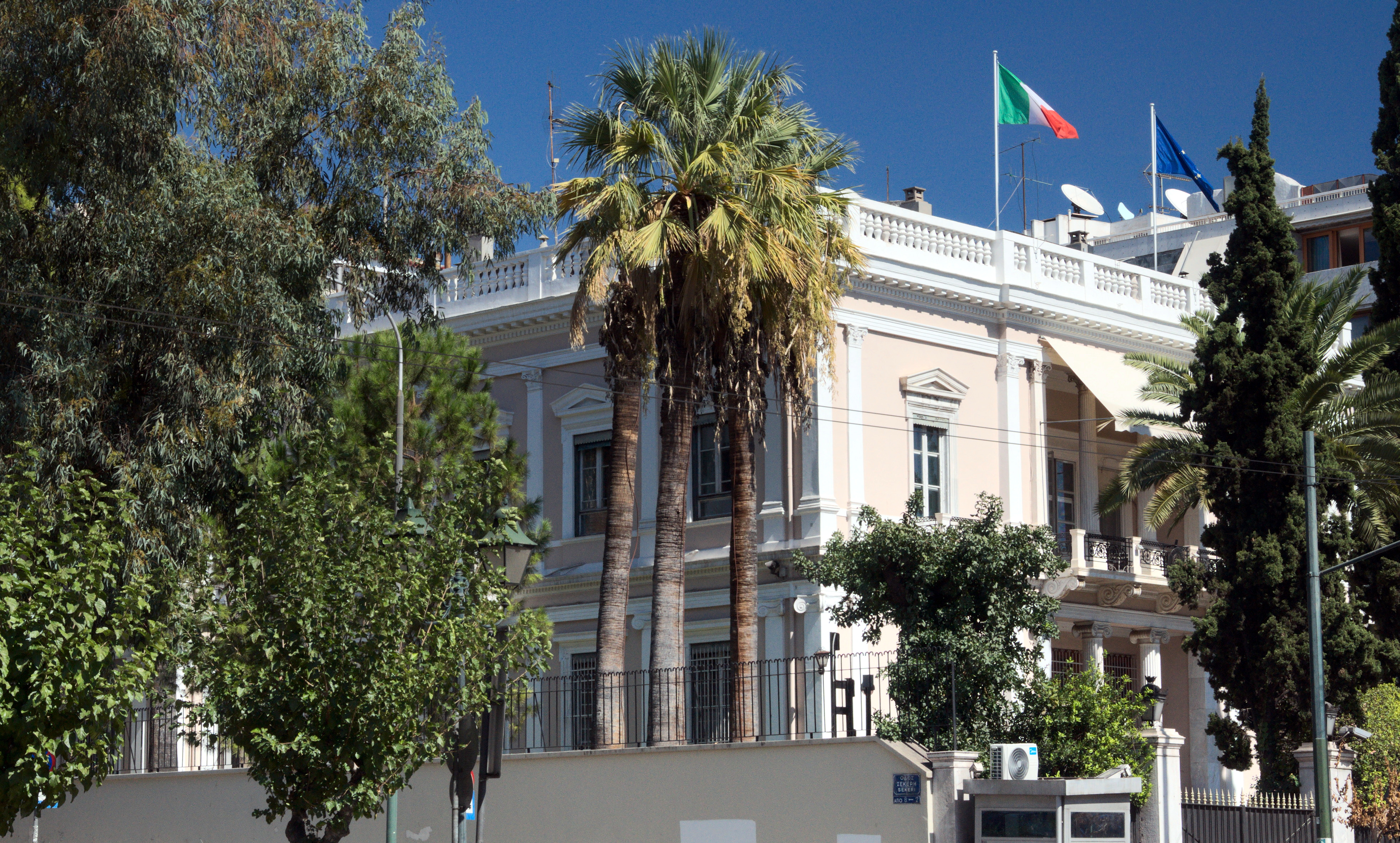
L'Ambasciata d'Italia ad Atene

- Ambasciata del Regno Unito ad Atene
- Ambasciata degli Stati Uniti ad Atene
- Ambasciata del Portogallo ad Atene
- Ambasciata del Brasile ad Atene
- Agenzia europea per la sicurezza delle reti e dell'informazione

### Ospedali
- Ospedale Aretaieion
- Ospedale Alexandra
- Ospedale Ippokrateion

### Hotels
- Hotel Hilton di Atene